# Falco 3
Falco 3 je třetím albem rakouského zpěváka Falca. Jedná se o jeho nejznámější a nejúspěšnější album. Právě kvůli prakticky celosvětovému úspěchu (mimo jiné 3. místo v USA) a popularitě skladeb na něm bylo album vydáno v různých zemích s různě remixovanými skladbami, třeba i v několika různých vydáních.
Je tedy možné najít vydání, která se odlišují délkou jednotlivých skladeb od níže uvedeného řazení skladeb na „klasickém“ německém vydání. Na většině skladeb se Falco autorsky podílel spolu s nizozemským producentským duem Ferdi Bolland a Rob Bolland. Jen na Munich Girls se podílel Ric Ocasek, autory hudby u Nothin' Sweeter Than Arabia jsou Curt Cress a Mats Björklund a It's All Over Now, Baby Blue je slavná Dylanova skladba.

## Řazení skladeb
1. „Rock Me Amadeus“ – 3:22
2. „America“ – 3:56
3. „Tango The Night“ – 2:28
4. „Munich Girls“ – 4:17
5. „Jeanny“ – 5:53
6. „Vienna Calling“ – 4:08
7. „Manner Des Westens – Any Kind Of Land“ – 4:00
8. „Nothin' Sweeter Than Arabia“ – 4:46
9. „Macho Macho“ – 4:56
10. „It's All Over Now, Baby Blue“ – 4:40